# オメガラビリンス
『オメガラビリンス』（Omega Labyrinth ）は、ディースリー・パブリッシャーより2015年11月19日に発売されたPlayStation Vita用ゲームソフト。PlayStation Vita TV対応
オメガラビリンス ソフトウェアカタログ

## 概要
ローグライクRPGである本作は、お色気要素の強い内容になっている。
開発元のマトリックスは過去に同じローグライクゲームである『トルネコの大冒険2』や『トルネコの大冒険3』を手がけており、ゲームシステムの面で不思議のダンジョンシリーズと多くの共通点がある。
2017年7月6日に続編『オメガラビリンスZ』が発売、2019年8月1日には世界観を一新した第3作『オメガラビリンス ライフ』がNintendo Switch用ソフトとして発売。

## あらすじ
アンベリール女学園には、何でも願いを叶えてくれる「美の聖杯」と呼ばれる代物が学園敷地内の古びた洞窟にあるという噂が流れていた。
普段は立ち入り禁止である洞窟は、学園の創立記念日である11月8日だけはなぜか解放されている。そのことを知った愛那は、聖杯で胸を大きくしてもらおうと洞窟に足を踏み入れた。

## システム
ダンジョンに入るたびにアイテム、モンスター、マップが変化する「ダンジョン自動生成」システム。突入は毎回レベル1からのスタート。死亡時は全アイテムが消滅するなど基本的なシステムは従来のローグライク作品と同様だが、いくつかの独自要素が存在する。
PTA
メニュー、イベント、ホーム、ダンジョン、ステータス画面など、キャラクターが表示されていればいつでもキャラクターの胸を触ると反応する「パイタッチアクション」システムを搭載している。
ωパワー
ダンジョン内のモンスターを倒すことで、女子力である「ω（オメガ）パワー」を手に入れることができ、キャラクターたちの胸にためることでバストサイズとステータスが上昇し、バストサイズが最大になると、パワーアップ形態である「発胸モード」に突入する。
合成、鑑定、悶絶☆覚醒、購買で商品を買うにはωパワーを消費する。
悶絶☆覚醒
「悶絶香」というアイテムはキャラクターたちを興奮させると、「悶絶☆覚醒」となり、際どい妄想を始める。この状態にあるキャラクターの特定の箇所をプレイヤーが触るとより興奮して「悶絶モード」に突入し、さらに続けると「恥じらいブレイク」に突入する。合成、鑑定同様にスキップ機能がある。
鑑定
「不確定結晶」という棒状の謎めいたアイテムを鑑定する際、ヒロインの胸の間に挟んでこすって「ωパワー」を注入し結晶を限界まで膨張させるという演出がとられる。一度にまとめて鑑定、スキップ機能もある。
ダンジョン内には通常の防具のほかに、「パンツ」や「ブラ」も拾って入手することができ、通常の防具同様組み合わせによって特殊効果を得ることが可能である。

## アンベリール女学園
ダンジョンに挑む前の拠点。アイテム整理やギャラリー、キャラクターのスキルを上達させるなどができる。
購買
ダンジョンで使うアイテムの購入、売却。ギャラリーで見ることができるイベントスチルのアンロックキーの購入。購買で売り子をしている夢美と会話することができる。
合成
アイテムの合成をすることができる。
鑑定
アイテムを鑑定することができる。
身体検査
基本ステータス、装備アイテムの確認をすることができる。
悶絶☆覚醒
ダンジョンで入手した「悶絶香」で各キャラクターのスキルのレベルを上げることができる。
アイテム
ダンジョンで入手したアイテムをロッカーに移動するなどアイテム整理をすることができる。
ギャラリー
キャラクターのプロフィール、３Dモデル鑑賞。アイテム、モンスター図鑑。ストーリーイベント、各スチルの鑑賞。冒険日誌を見ることができる。

## 登場人物
朱宮 愛那（あけみや あいな）
声 - 山崎はるか
誕生日6月27日。身長162cm、バストBカップ、スリーサイズB78/W57/H81。
アンベリール女学園の2年生で本作の主人公。
幼少期に両親を亡くし、祖母に育てられる。祖母から常々言われていた「大和撫子」になるためにはスタイルも良くないといけないと考え、小さい自らの胸を大きくするためにダンジョンへ乗り込む。
なことは小学生の頃からの付き合いで親友。陰口を言われていたなこを庇って以来「私がなこを守らなきゃ」と思うようになる。
皆の中心にいることが多いが、頼まれると断れない性格に由来している。
夢美の人柄と胸の大きさに憧れている。
美桃 なこ（みとう なこ）
声 - 内田彩
誕生日7月23日。身長158cm、バストDカップ、スリーサイズB86/W58/H85。
アンベリール女学園の2年生で寮生活をしている。天真爛漫でマイペースな性格の美少女。聖杯で願いを叶えるなら「世界一美味しいケーキ」が食べたいと発言するなど美味しいものに目が無い。
戦闘は得意ではないが、料理の腕前はプロ並みでお菓子作りが得意。一時期は毎日お菓子を作って愛那と一緒に食べていたが、自分は胸ばかり大きくなり、愛那が太ってしまったため作るのを控えるようになった。
お化けが大の苦手。
蒼社 紗衣里（そうじゃ さえり）
声 - M・A・O
誕生日2月1日。身長154cm、バストB→Dカップ、スリーサイズB84/W58/H84。
アンベリール女学園の1年生で寮生活をしている。アイテム配分に計画的でダンジョンクリアに余念がない真面目な性格。また、モンスターの気配で強さを察知する冷静な対応力を持っている。
祖父がロシア人で、国籍は日本のロシア系クォーター。幼少期はロシアで暮らしていた。ロシア在住当時、同学年の子どもに比べて小柄な体型で、ハーフの容姿や片言の言葉を軽蔑されていた。日本に引っ越してからも小学生で漢字が書けないことを笑い者にされた過去があり、ロシアでも日本でも仲間外れにされたトラウマから他人と距離をとるようになった。他人と目を合わせるのも嫌で、少し前までは髪が長く前髪も目にかかるくらい長かった。
学園に入学したての当時、お気に入りの場所で読書をしていたところ、ランニングダイエットに励んでいた愛那と初めて出会う。読書中の紗衣里に気さくに話しかけてくる愛那に初めは戸惑いつつ、目標に向かって真っすぐな姿に憧れるようになる。愛那との出会いで自分を変えるために思い切って髪をショートヘアにした。髪を短くしてすぐの頃、俊敏な動きが忍者のようだという理由から愛那から長いマフラーをもらう。本人も満更ではないらしく常に身に付けている。忍者らしい歩き方をマスターするのが目標。
愛那のことを慕っており、聖洞探索にも精力的に行動を共にする。
大好物はメロンパン。また、純文学が好きで特に宮尺賢台の作品を好んでいる。
パイ
声 - 上間江望
身長13cm。
聖洞で生まれ育ったおっぱい好きの妖精。モンスターから救い出されたことを機に、愛那らのダンジョン探索に同行している。
男性を苦手としているが、なこの弟には一目置いている。
ωパワーや聖杯について教えてくれたり、拠点であるアンベリール女学園内の施設で解説も担当している。
翠川 真理華（ひかわ まりか）
声 - 小林ゆう
誕生日2月5日。身長167cm、バストFカップ、スリーサイズB91/W61/H89。
アンベリール女学園の2年生で生徒会副会長。黒髪ロングヘアの少女。
翠川財閥の令嬢で、何事も完璧にこなさなければいけないと考えている。自分よりも完璧な存在である美玲に出会って以来、彼女に心酔し付き従っている。
立ち振る舞いが凛々しく、昨年は文化祭のミス男装コンテストで優勝した。
極度の方向音痴で、学園内で迷子になったことがある。その時出会った本を持った前髪の長い年下の女子の態度が礼儀知らずだったため、指導するために探しているが未だ見つけられずにいる。
猫好きで「ミー」という名前の猫を飼っている。ネコデレ先生の『魅惑のシャム猫シリーズ』最新作「またたび畑につれてって」フィギュアを夢美に頼んでこっそり購入している。
理事長からの指示で「聖杯の試練」を受けるため美玲と共に聖洞に入る。
白金 美玲（しろがね みれい）
声 - 内村史子
誕生日12月16日。身長165cm、バストEカップ、スリーサイズB88/W60/H88。
アンベリール女学園の3年生で生徒会長。幼少時に当時の生徒会長に救われて以来、憧れており、髪をその人に真似てポニーテールにしている。
憧れの人に近づくため自ら生徒会長に立候補し、現生徒会長として日々努力している。
蜘蛛の巣や納豆のような粘り気のあるものが苦手。
パイの可愛さに密かにときめいている。
理事長からの指示で「聖杯の試練」を受けるため聖洞に入る。
天乃 夢美（あまの ゆみ）
声 - 井上喜久子
身長170cm、バストHカップ、スリーサイズB94/W56/H88。
おおらかで優しい雰囲気のある美人なお姉さん。学園のOGであり、自分のお店をアンベリール女学園内に出店し、自ら仕入、販売している。
生徒からの人気も絶大で、販売だけでなく愛那たちの身の上相談やダンジョン攻略のアドバイスもしてくれる。
学園の生徒であった当時は、生徒会長を務めていた。何事も一人でこなしてしまう美玲に対して、「お互いに助けあって心も体も成長しよう」という自分が生徒会長だった頃の方針を助言した。
久遠 輪廻（くおん りんね）
声 - 中川玲
身長179cm、バストIカップ、スリーサイズB99/W58/H90。
アンベリール女学園の創設者で現理事長。
見た目の若さと年齢不詳のため、生徒からは美魔女と陰で呼ばれている。

## 主題歌
オープニングテーマ『ωラビリンス～ohπr2の法』
歌：DelightStyle/作詞・作曲:YOFFY

### キャラクターソング
- ダンジョンで入手、または購買部で購入することができる「マイク」をダンジョンにて使用すると、キャラクターが歌を歌ってくれる。マイクを使用したフロアでは命中率が低い武器を装備していても、回避率が高い敵に必ず攻撃がヒットするようになる。

「Brave Heart」
歌 - 朱宮愛那（山崎はるか）
「特別のレシピ」
歌 - 美桃なこ（内田彩）
「蒼きペルソナ」
歌 - 蒼社紗衣里（M・A・O）
「紅迷路」
歌 - 翠川真理華（小林ゆう）
「Precious Time」
歌 - 白金美玲（内村史子）

## 音楽CD
| 発売日        | タイトル                             | 規格品番  |
| ------------- | ------------------------------------ | --------- |
| 2016年2月29日 | オメガラビリンス ソングコレクション♪ | SRIN-1138 |

## 漫画
| タイトル                                  | 発行日        | ISBN                |
| ----------------------------------------- | ------------- | ------------------- |
| オメガラビリンス 電撃コミックアンソロジー | 2016年2月20日 | ISBN 978-4048657396 |